# Otarcie

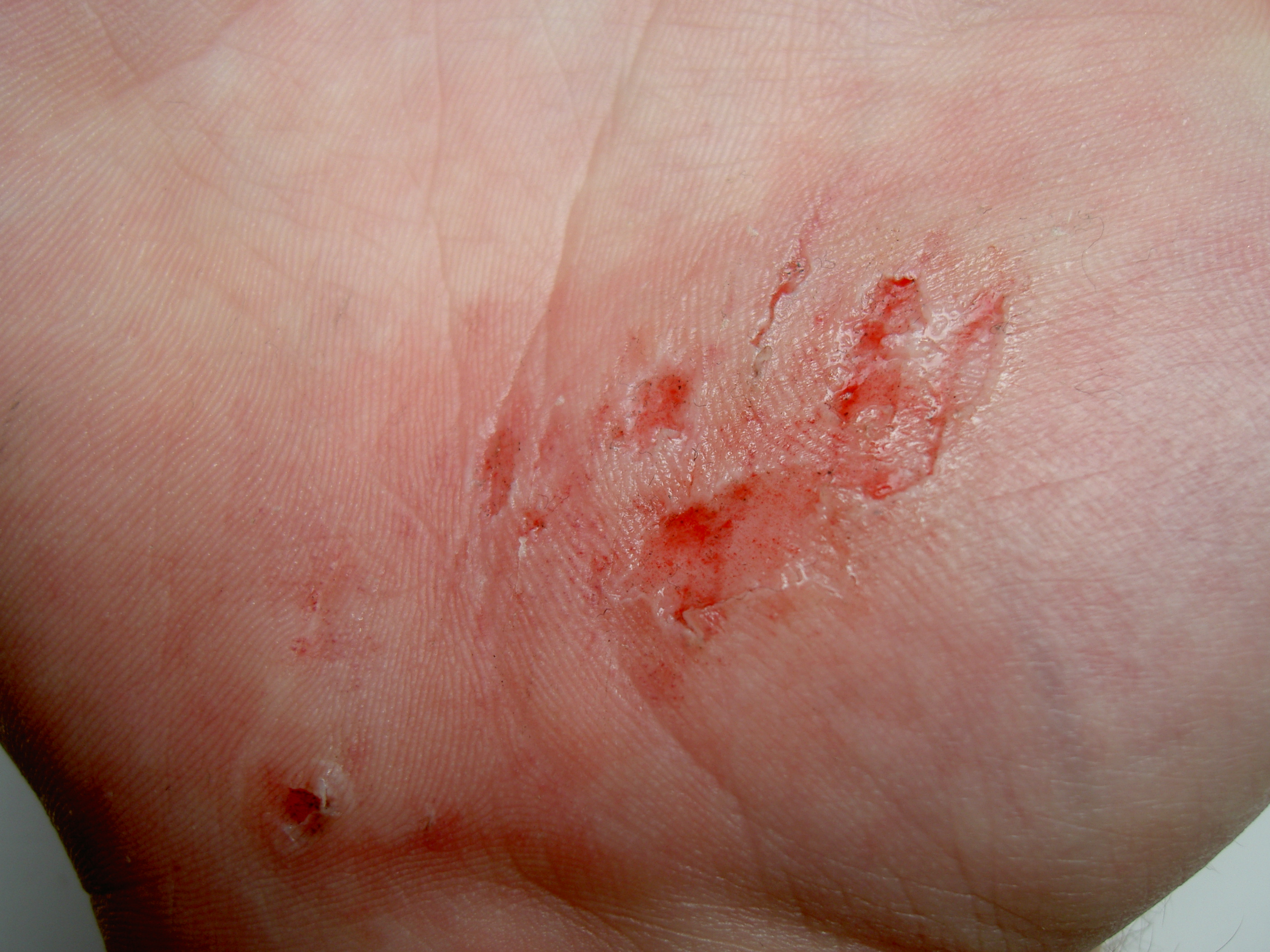
Otarcie na prawej dłoni, krótko po upadku

Otarcie (łac. excoriatio) – rana, która powstaje na skutek kontaktu skóry z szorstką powierzchnią (ściana, asfalt, chodnik) lub w wyniku kontaktu z przedmiotem, który ociera skórę z warstwy zrogowaciałej naskórka. Dochodzi do obnażenia brodawek skóry właściwej i krwawienia miąższowego (zwykle niewielkiego) lub wycieku płynu międzytkankowego. Rana może ulec zakażeniu i zropieniu (szczególnie w sytuacjach gdy w ranie zostaną ciała obce).